# Египатски олимпијски комитет
Египатски олимпијски комитет (арап. اللجنة الأولمبية المصرية) је национални олимпијски комитет Египта. Чланови Комитета су 27 спортских савеза, који бирају Извршни одбор у саставу председника и пет чланова. Његово седиште налази се у Каиру.

## Историја
Египатски олимпијски комитет је основан током Египатског кедивата 13. јуна 1910. године у Александији од стране Ангела Боланакија, првог египатског спортисте који је учествовао на међународним спортским такмичењима ван земље. Примљен је у Међународни олимпијски комитет као 14. члан те организације. Египат се први пут појавио на Летњим олимпијским играма 1912. у Стокхолму са једним спортистом у мачевању.

## Председници
| Председник                 | Период      |
| -------------------------- | ----------- |
| Принц Омар Тусун           | 1910 – 1934 |
| Принц Мухамед Абдел Моним  | 1934 − 1938 |
| Принц Исмаил Давуд         | 1938 – 1946 |
| Мухамед Тахер-паша         | 1946 – 1954 |
| Абдел Рахман Амин          | 1954 – 1960 |
| Хусеин ел Шафи             | 1960 – 1962 |
| Мухамед Талат Хаири        | 1962 – 1967 |
| Сафи ел Дин Абу ел Ез      | 1967 – 1971 |
| Мустафа Камал Толба        | 1971 – 1972 |
| Абдел Моним Вахби          | 1972 – 1974 |
| Мухамед Ахмед Мухамед      | 1974 – 1978 |
| Абдел Азим Ашри            | 1978 – 1985 |
| Абдел Карим Дарвиш         | 1985 – 1990 |
| Мунир Сабет                | 1990 – 1993 |
| Гамал ел Дин Мухтар        | 1993 – 1996 |
| Мунир Сабет                | 1996 – 2009 |
| Махмуд Ахмед Али           | 2009 – 2013 |
| Халед Зеин ел Дин          | 2013 – 2015 |
| Хешам Мухамед Тавфик Хатаб | 2015 –      |

## Чланови МОК
| Члан                   | Период      |
| ---------------------- | ----------- |
| Ангело Боланаки        | 1910 – 1932 |
| Мухамед Тахер-паша     | 1934 – 1968 |
| Ахмед ел Демердаш Туни | 1960 – 1997 |
| Ранија Елвани          | 2004 – 2012 |
| Мунир Сабет            | 1998 – 2017 |

## Извршни одбор
Извршни одбор чине:
- Председник: Хешам Мухамед Тавфик Хатаб
- Потпредседник: Ала Машреф
- Генерални секретар: Аладин Габр
- Члан МОК: Мунир Сабет
- Чланови: Мухамед Абдел Азиз Гоним, Шариф Ал-Аријан

## Савези
| Савез                                     | Летње или Зимске | Седиште |
| ----------------------------------------- | ---------------- | ------- |
| Атлетски савез Египта                     | Летње            | Каиро   |
| Бадминтон савез Египта                    | Летње            | Каиро   |
| Бициклистички савез Египта                | Летње            | Каиро   |
| Боксерски савез Египта                    | Летње            | Каиро   |
| Веслачки савез Египта                     | Летње            | Каиро   |
| Гимнастички савез Египта                  | Летње            | Каиро   |
| Голф савез Египта                         | Летње            | Каиро   |
| Кајак Кану савез Египта                   | Летње            | Каиро   |
| Карате савез Египта                       | Летње            | Каиро   |
| Коњички савез Египта                      | Летње            | Каиро   |
| Кошаркашки савез Египта                   | Летње            | Каиро   |
| Мачевачки савез Египта                    | Летње            | Каиро   |
| Одбојкашки савез Египта                   | Летње            | Каиро   |
| Пливачки савез Египта                     | Летње            | Каиро   |
| Рвачки савез Египта                       | Летње            | Каиро   |
| Рукометни савез Египта                    | Летње            | Каиро   |
| Стреличарски савез Египта                 | Летње            | Каиро   |
| Стонотениски савез Египта                 | Летње            | Каиро   |
| Стрељачки савез Египта                    | Летње            | Каиро   |
| Савез Египта за дизање тегова             | Летње            | Каиро   |
| Савез Египта за једрење и скијање на води | Летње            | Каиро   |
| Савез Египта за модерни петобој           | Летње            | Каиро   |
| Савез Египта за џудо, аикидо и сумо       | Летње            | Каиро   |
| Теквондо савез Египта                     | Летње            | Каиро   |
| Тениски савез Египта                      | Летње            | Каиро   |
| Триатлон савез Египта                     | Летње            | Каиро   |
| Фудбалски савез Египта                    | Летње            | Каиро   |
| Хокејашки савез Египта                    | Летње            | Каиро   |